# 箱

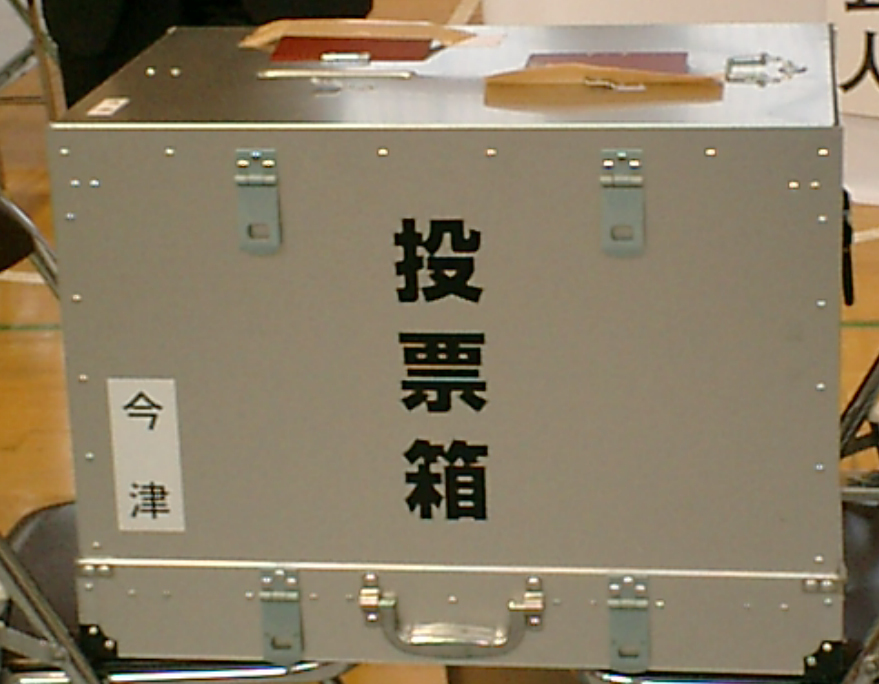
日本の選挙で使用される投票箱（横長型）

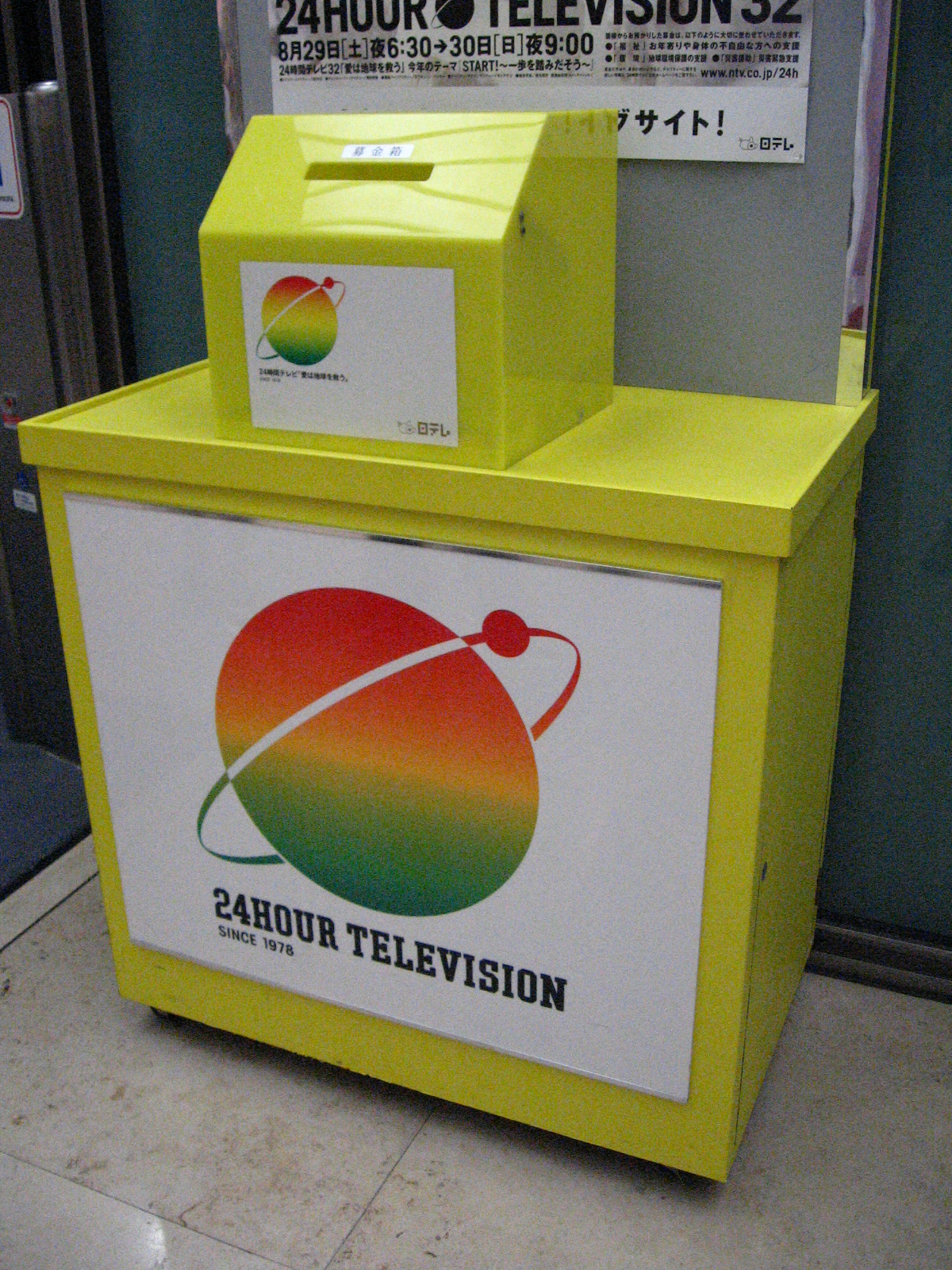
日本の募金箱（24時間テレビ 「愛は地球を救う」）

箱（はこ、函、筥、匣、筐）は、物を入れるための容器の一種。貨物輸送に関する国連勧告「Recomendations on the Transport of Dangerous Goods」では、箱は「金属、木、合板、再生木材、ファイバ板、プラスチックその他の適当な材料で作られた、完全な方形または多角形の面で構成された容器」と定義されている。

## 概要
一般的には、箱は直方体か立方体である。その形状から工学的に垂直方向や水平方向で辺に平行ないし直角に加わる力には強く、同じ大きさの箱構造を積み重ねることにも向く。また空間を隙間なく充填できることから隙間の効率的な利用にも役立つ。
箱は日常生活のあらゆる場面において、様々な素材・大きさ・性質のものが、様々な用途に利用されている。主には物の保管や輸送に利用される。容器自体で、一定の形状を保持できるものを「箱」と呼び、内容物により、形状が変化するものを「袋」と呼ぶ。この二つは共に基本的な容器の形状であり、それらは様々な側面で利用されている。
箱の材料について貨物輸送に関する国連勧告「Recomendations on the Transport of Dangerous Goods」では、鋼、アルミニウム、天然木材、合板、再生木材、ファイバ板、プラスチックに分類している。プラスチック製のものには硬質プラスチックのものと発泡プラスチックのものがある。また、再使用を前提としないパッケージでは紙で作られたものが多い。このほか竹などの材料で作られる場合もある。
形態は直方体で蓋（ふた）が付いているものも多い。密閉性が無く固形の内容物をまとめて運搬する用途の箱（例えばメッシュパレットやメッシュボックスなど）から、密閉性があり液体を入れる箱まで様々で、また内容物の性質にもよっても材質が吟味される。

## 紙製容器
紙器の場合、組立箱、貼り箱、段ボール箱などに大別される。

### 組立箱
組立箱（組み立て式の箱）の形式には次のような種類がある。
A式箱
箱の上下に蓋の部分と底の部分があり、蓋を閉じるのに粘着テープ等を用いるもの。例示としてミカン箱が挙げられることが多い。木型（抜型）は不要。一般に他の構造よりも単価が安く強度にも優れる。
B式箱
箱の一部に差し込み式の部分を用いたもの。少なくとも箱の側面の一辺をホットメルト等で接着する構造となっている。通常は木型（抜型）が必要。蓋の部分を加工して爪掛け、ロック、取っ手などを付けたものもある。底も差し込み式の場合には粘着テープ等で閉じる必要がある。底が組み立て式となっている箱を特にロックボトムという。
キャラメル箱（サック箱）
蓋・底ともに差し込み式の箱。底抜けしないように底部にテープ貼りを要する。
地獄底（アメリカンロック式）
接着なしで蓋は差し込み式、底は組み立て式の箱。
ワンタッチ底
接着ありで組み立てる箱。
スリーブ箱
身がスライド式で蓋が筒状の箱。
C式箱（身蓋箱、トムソン箱）
身と蓋の分かれた箱。A式箱やB式箱とは異なり折り畳むことはできない。木型（抜型）が必要。紙の身蓋式の箱は、一枚の紙から接着することなく、型を抜き、組み立てるだけで作ることができる。紙から型を打ち抜く機械をトムソンと言い、それにより作られた身蓋箱のことをトムソン箱とも言う。
E式箱
身と蓋の分かれた箱で、それぞれ折り畳むことができるようにしたもの。
N式箱
接着なしの差込式簡易箱。
多当式（奴式）
上下左右の四方向に側面まで完全に開く方式で、薄く平たいものの包装に用いる。
巻き込み式（ベランダ式）
左右方向に側面まで完全に開く方式で、用途は多当式とほぼ同じ。

### 貼り箱
貼り箱はボール紙などを芯にした箱に、美しく印刷した紙を貼ったり、型で浮き出し加工を施したものである。

### 段ボール箱
電化製品やみかんやりんごなどの果実類の運搬用などに特に強度や耐衝撃性を高めた段ボール製の箱を段ボール箱という。

## プラスチック製容器

### 特徴
プラスチックコンテナには次のような特徴がある。
- 寸法や品質が一定しているためベルトコンベアなど工場設備を合理化でき稼働率を高めることができる[3]。
- 成型性がよく内容物や諸設備に適した自由な設計が可能である[3]。
- 比較的軽量で水を吸うことがなく季節を通して重量が安定しており、内容物の計量の精度を高めることもできる[3]。
- 色彩が自由で良品と不良品の区別、発送時の管理、商品の宣伝に利用でき、他社の容器との混同による容器の紛失などを防ぐことができる[3]。

### 通函（通い箱）
輸送目的で循環して使われる箱を通函（通い箱）という。プラスチックコンテナの場合、アウトプット型（生産工場、倉庫、市場、店頭を循環）とインプット型（原料の生産地・収穫地、集荷場、生産・加工工場を循環）がある。

## 箱の利用
- 救急箱
- 桐箱
- 下駄箱
- 貯金箱/千両箱/賽銭箱/宝石箱
- 目安箱
- ごみ箱
- 工具箱
- 裁縫箱
- 投票箱

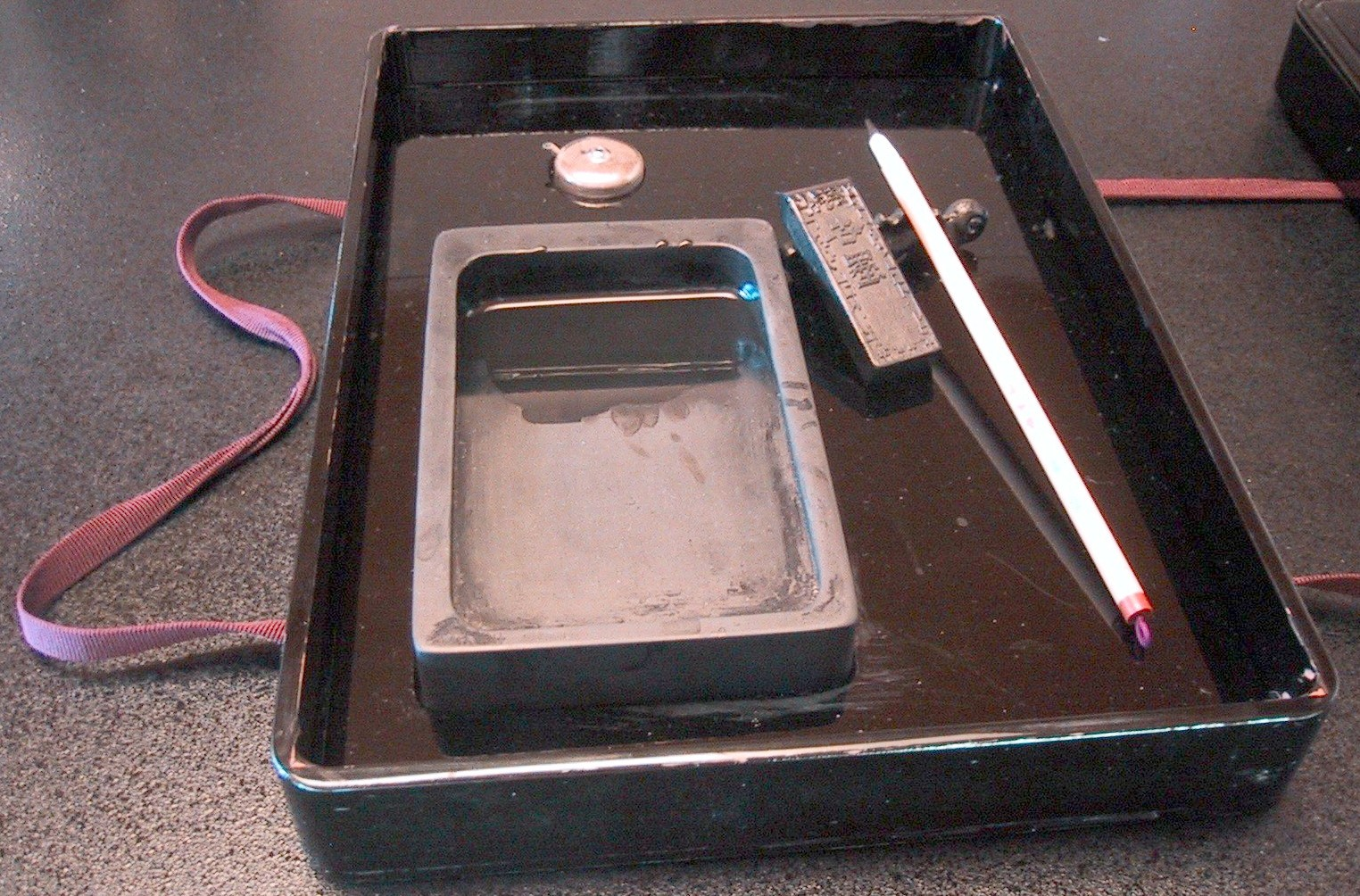
硯箱

- 文箱 - 古くは書籍を入れて担い運ぶ箱をさしたが、中世以降はおもに書状を入れて往復する細長い箱、あるいは書状や願文などを入れておく箱をさすようになった。
- 硯箱
- 箱膳
- 櫃 - 大型の箱であり、一般的には家具の一種として見なされる事が多い。飯櫃（めしびつ）などもある。
- 百葉箱 - 直射日光や風雨の影響を避けるために気象観測機器を納め設置する箱。
- 石鹸箱（英語版） - 石鹸を持ち運ぶための専用の箱。底に水切り用の小穴が開いている。銭湯へ通う際に良く用いられる。
- 巣箱 - 鳥のために樹木に設置される人工の巣。多くは木製で、巣穴を模した丸い穴が開けられている。
- びっくり箱
- 弁当箱 - 米飯とおかずを詰めた箱。サンドイッチなど、パンを主とした食事を入れる箱はランチボックスと呼ばれることが多い。
- 重箱
- 箸箱
- 棺 - 多くが箱状をなす。
- 長持 - 家財道具や衣類を入れる、長方形をした蓋つきの木製の箱。嫁入り道具などを入れて運ぶ際は、両端の金具に棹を通し複数名で担ぐ。
- 行李（こうり）
- 葛籠（つづら）

## 箱に関する慣用表現・固有名詞
- 玉手箱 - 美しく飾られた手箱（手で抱えられるほどの木箱）のこと。浦島太郎に登場する箱として有名で、これを開けると大幅に歳をとる。
- ドル箱 - 多大な利益を生むものという意味がある。
- ノアの箱舟 - 旧約聖書に登場する箱状の舟。
- 箱入り娘 - 家を箱に例え、家の中で大切に育てられた娘のこと。
- 箱庭 - 箱の中で作る鑑賞用のミニチュア庭園。
- パンドラの箱 - ギリシア神話に登場する箱。開けてはいけない箱。
- ブラックボックス - 利用にあたり中身の構造を知る事までは必要ないとする概念。転じて、知りたくとも中身が分からない構造物。
- 関数 - 昔は「函数」と書かれていた。
- ウォードの箱 - ウォードが発明したガラス器。
- 函館市、箱根町
- 凵部（うけばこ）、匚部（はこがまえ）
- 箱乗り（ハコ乗り） - 自動車のドアに腰掛けて身を乗り出す乗り方。暴走族、あるいは重要人物の警護に当たる警官などが行う。
- ハコ替え - 自動車のモノコックの老朽化を理由に、それを入れ替えること。エンジンスワップの目的の一つ。
- 箱車 - 複数の意味がある。
- 宝箱 - 宝が入っているとされる箱。
- 香箱蟹（こっぺがに） - 北陸地方の冬の味覚・ズワイガニ。そのメスを「香箱蟹」といい、小ぶりなぶん濃厚な味わいが魅力。
- 空箱（からっぽ） - 中に何も入っていないこと。

### 生物
- ハコフグ・ハコクラゲ：直方体に近い形から
- ハコガメ：蓋が出来ることから

### 比喩としての箱
容器でなくても直方体に近い物を指して「箱型」と言うことがある。積木やブロックのような中まで均一の素材が詰まった直方体もしばしば「箱」と表現される。
その一方では建物や店なども「箱」と呼ぶことがあり、行政が何らかの利便性ないし利用されることに絡む（経済的な）効果を期待して建てる建築物を俗に「箱物」ないしその政策を「箱物行政」と呼ぶほか、イベント関連業界では興行用施設（イベントホールや多目的ホールなど）を「箱」と表現（演劇・舞台関係では同じものを指して「小屋」ともいう）し、またディスコ・クラブを指して「ハコ」と呼ぶ場合もある。